# ОШ „Бошко Палковљевић Пинки” Сремска Митровица
ОШ „Бошко Палковљевић-Пинки” Сремска Митровица почела је са радом 1953. године. Школа се састоји из матичне школе са седиштем у Сремској Митровици и издвојених одељења у селу Гргуревци и селу Шуљам.
У садашњој згради матична школа се налази од 1959. године, у њој се налази сала за физичко васпитање, три кабинета, пет специјализованих и дванаест учионица општег типа, као и школска библиотека са фондом од преко 9.000 наслова.
У издвојеном одељењу у Гргуревцима настава се одвија као осморазредна, а у издвојеном одељењу у Шуљму као четвороразредна са два комбинована одељења (први-трећи и други-четврти разред). У издвојеним одељењима поред основне школе постоје и посебне зграде у којима ради предшколско одељење.